# Воропаева, Любовь Григорьевна
Любовь Григорьевна Воропаева (род. 16 сентября 1952, Москва) — российская поэтесса, автор текстов песен, сценарист, продюсер, лауреат телевизионного фестиваля «Песня года».

## Биография
Окончила МГПИИЯ им. Мориса Тореза.
С начала 1990-х годов Любовь Воропаева начала заниматься продюсерской деятельностью совместно со своим мужем, композитором Виктором Дорохиным.
Воропаевой и Дорохину обязаны своим творческим взлётом Женя Белоусов, Барби и другие исполнители.
В 1994 году также совместно с мужем организовала Российскую ассоциацию музыкальных продюсеров (РАМП).
На сегодняшний день Любовь Григорьевна продолжает самостоятельно заниматься продюсерской деятельностью в поп-музыке, она является автором более 500 шоу и презентаций в крупнейших развлекательных комплексах Москвы, автором сценариев и продюсером многочисленных теле- и радио-шоу.
Кроме того, Любовь Воропаева — известная поэтесса, автор трёх поэтических книг и более 1000 публикаций в периодике, поэтических альманахах и сборниках, автор текстов более 200 хитов в поп- и рок-музыке.

## Творчество

### Книги
- «Осень на Тверском»
- «Словарь любви»
- «ЛавSTORY»[3]
- "ВиртуальнаЯ"

### Дискография
- 1989 год — «Девочка моя синеглазая» (винил)[5]
- 2002 год — «Примерь счастливое лицо» (CD)[3]

### Известные песни
- «Новогодние подарки» (музыка Виктора Дорохина) — исполняет Александр Абдулов
- «Лишний билет» — исполняет Екатерина Семёнова
- «Девочка моя синеглазая» (музыка Виктора Дорохина) — исполняет Женя Белоусов
- «На минутку» — исполняет Екатерина Семёнова
- «Алушта» (музыка Виктора Дорохина) — исполняет Женя Белоусов
- «Последнее танго» (музыка Виктора Дорохина) — исполняет Екатерина Семёнова
- «Ночное такси» (музыка Виктора Дорохина) — исполняет Женя Белоусов
- «Мужчина, который спешит» (музыка Виктора Дорохина) — исполняет Екатерина Семёнова
- «Будь что будет» (музыка Виктора Дорохина) — исполняет Ксения Георгиади
- «Золотые купола» (музыка Виктора Дорохина) — исполняет Женя Белоусов
- «Вежливый» (музыка Лоры Квинт) — исполняет Михаил Шуфутинский
- «Учитесь смеяться» (музыка Владимира Ермолина) — исполняют Михаил Боярский и группа «Зарок»
- «У любви глаза твои»
- «Часики с секретом» — исполняет Барби
- «Самая лучшая женщина» (музыка Виктора Дорохина) — исполняет Игорь Наджиев
- «Две женщины» — лауреат Песни-88,  исполняет Роксана Бабаян